# Iago Bouzón
Iago Bouzón Amoedo, nacido en Redondela (Pontevedra) el 17 de marzo de 1983, es un exfutbolista español que jugó como defensa, pudiendo desempeñarse como central o lateral. Formado en las categorías inferiores del Celta de Vigo.

## Trayectoria
Internacional en las categorías inferiores de la selección española, Bouzón debuta con 16 años en Primera División en el Estadio de Montjuïc, frente al Espanyol de Barcelona, durante la temporada 1999-2000.
Desde la temporada 2004-05, forma parte de la primera plantilla del Celta de Vigo, con la que asciende a Primera. Un año más tarde, consigue el mismo logro jugando a préstamo en el Recreativo de Huelva. Tras finalizar la cesión, el club andaluz muestra interés por quedarse con el jugador en propiedad y formaliza su fichaje por cuatro temporadas.
En junio de 2010, Bouzón firma por el Omonia Nicosia para las siguientes tres temporadas, constituyendo un reto en su carrera al salir de España para jugar en una liga menos competitiva como la chipriota pero en un equipo con aspiraciones europeas. La temporada 2010-11 disputa la previa de la Champions League y la 2011-12 las previas de la Europa League. Consiguió ganar la Copa de Chipre las temporadas 2010-11 y 2011-12, así como la Supercopa de la temporada 2011-12.
En la temporada 2012-13 ficha por el Xerez C.D. de la Segunda División de España.
Tras el descenso del Xerez, se incorpora al Córdoba C.F., también de la Segunda División de España, para la temporada 2013-14. En las filas franjiverdes, consigue su tercer ascenso a Primera División en 2014; aunque al año siguiente, el conjunto andaluz regresa a Segunda.
En julio de 2015, fichó por el Gimnàstic de Tarragona con la carta de libertad.

## Clubes
| Club                        | País                | Año                 | Partidos | Goles |
| --------------------------- | ------------------- | ------------------- | -------- | ----- |
| Cat. inf. Celta de Vigo     | España              | 1991-1998           |          |       |
| Celta de Vigo B             | España              | 2001-2004           | 55       | 1     |
| Celta de Vigo               | España              | 1999-2005           | 12       | 0     |
| Recreativo de Huelva        | España              | 2005-2010           | 124      | 2     |
| Omonia Nicosia              | Chipre              | 2010-2012           |          |       |
| Xerez CD                    | España              | 2012-2013           | 28       | 0     |
| Córdoba CF                  | España              | 2013-2015           | 35       | 1     |
| Club Gimnàstic de Tarragona | España              | 2015-2017           | 55       | 1     |
| Total en su carrera         | Total en su carrera | Total en su carrera | 309      | 5     |

(Incluye partidos de 1ª, 2ª, 2ªB, Copa del Rey y Promoción de ascenso a 1ª, Promoción de ascenso a 2ª)

## Palmarés

### Campeonatos internacionales
| Torneo          | Equipo                    | Resultado  | Año  |
| --------------- | ------------------------- | ---------- | ---- |
| Meridian Cup    | Selección española sub-17 | Campeón    | 2001 |
| Mundial Juvenil | Selección española sub-20 | Subcampeón | 2003 |

### Campeonatos nacionales
| Título                     | Club                    | País   | Año       |
| -------------------------- | ----------------------- | ------ | --------- |
| Supercopa de Chipre        | Omonia Nicosia          | Chipre | 2011-2012 |
| Copa de Chipre             | Omonia Nicosia          | Chipre | 2011-2012 |
| Copa de Chipre             | Omonia Nicosia          | Chipre | 2010-2011 |
| Segunda División de España | Recreativo de Huelva    | España | 2005-2006 |
| Copa Federación            | R. C. Celta de Vigo "B" | España | 2002      |